# Reithrodon
Reithrodon é um género de roedor da família Cricetidae.

## Espécies
- Reithrodon auritus (G. Fischer, 1814)
- Reithrodon typicus Waterhouse, 1837